# Frank Bonham
Pour les articles homonymes, voir Bonham.
Frank Bonham, né le 25 février 1914 à Los Angeles en Californie et mort en 1988, est un écrivain américain, auteur de western, de roman policier et de littérature d'enfance et de jeunesse.

## Biographie
Il fait ses études à l'université de Californie à Los Angeles. 
Il publie une première nouvelle en septembre 1936, mais ne se lance vraiment en littérature qu'avec la publication de nombreuses nouvelles dans des pulps à partir de 1941. 
En 1948, il publie son premier roman Lost Stage Valley, adapté au cinéma en 1950 par Ralph Murphy sous le titre Les Écumeurs des Monts Apaches (it) (Stage to Tucson). Auteur d’un grand nombre de westerns, il écrit quelques romans policiers, dont Tour de vices (By Her Own Hand), traduit en français. Il publie également des romans pour la jeunesse qui sont, selon Claude Mesplède et Jean-Jacques Schleret, « de remarquables romans pour adolescents qui traitent du problème de la délinquance dans les milieux de minorités américaines ». L'un de ses romans pour la jeunesse, The Missing Persons League (1976), a été traduit en français chez Hachette sous le titre La Ligue des disparus.

## Œuvre

### Romans
- Lost Stage Valley (1948)
- Snaketrack (1952)
- Blood on the Land (1955)
- Border Guns (1956)
- Hardrock (1959)
- Last Stage West (1959)
- The Outcast of Crooked River (1959)
- Burma Rifles : A Story of Merrill's Marauders (1960)
- Mystery of the Fat Cat (1960)
- One For Sleep (1960)
- The Skin Game (1961)
- Trago (1962)
- War Beneath the Sea (1962)
- The Wild Breed (1962)
- By Her Own Hand (1963) Publié en français sous le titre Tour de vices, Paris, Gallimard, Série noire no 938, 1965
- Deepwater Challenge (1963)
- The Loud, Resounding Sea (1963)
- Logan's Choice (1964)
- Speedway Contender (1964)
- Durango Street (1965)
- Mystery in Little Tokyo (1966)
- The Mystery of the Red Tide (1966)
- The Ghost Front (1968)
- The Nitty Gritty (1968)
- The Vagabundos (1969)
- Viva Chicano (1970)
- Chief (1971)
- Cool Cat (1971)
- The Friends of the Loony Lake Monster (1972)
- A Dream of Ghosts (1973)
- Hey, Big Spender (1976)
- The Missing Persons League (1976) Publié en français sous le titre La Ligue des disparus, Paris, Hachette, Bibliothèque verte. Senior, 1979
- Golden Bees of Tulami (1977)
- The Rascals from Haskell's Gym (1977)
- Devilhorn (1978)
- Sound of Gunfire (1979)
- The Forever Formula (1979)
- Gimme an H, Gimme an E, Gimme an L, Gimme A P (1980)
- The Feud at Spanish Ford (1981)
- Bold Passage (1983)
- Cast a Long Shadow (1983)
- Tough Country (1983)
- Break for the Border (1984)
- Defiance Mountain (1984)
- Fort Hogan (1984)
- Night Raid (1984)
- Premonitions (1984)
- Rawhide Guns (1985)
- The Eye of the Hunter (1989)
- Furnace Flat (2000)
- Mission Creek (2011), édition posthume du court roman Mission Creek et de la longue nouvelle Rodeo Killer, parue en 1942.

### Recueils de nouvelles (anthologies posthumes)
- The Best Western Stories of Frank Bonham (1989)
- One Ride Too Many: And Twelve Other Action-Packed Stories of the Wild West (1995)
- The Canon of Maverick Brands: A Western Trio (1997)
- Stage Trails West: Western Stories (2002)
- The Last Mustang: Western Stories (2003)
- Outcasts of Rebel Creek: A Western Quartet (2004)
- Dakota Man: Western Stories (2007)
- Devil's Graze: Western Stories (2008)
- The Dark Border: A Western Quartet (2009)

### Nouvelles
- Green Parrot (1936)
- Renegade Reckoning (1941)
- The Golden Bucker of the Rafter B (1941)
- Tinhorn Rancher—Top-Hand Gunman (1941)
- Once You’ve Sold Your Saddle (1941)
- River Man (1941)
- Guts and Blood First—Then Empire! (1942)
- Left Fork to Hell (1942)
- Rodeo Killer (1942), court roman
- The Long Guns Ride (1942)
- A River Man Goes to War (1942)
- Tonight We Die! (1942)
- Medicine for Renegades (1942)
- Come Out Spurring! (1942)
- Plague Boat (1942)
- Not for Gold and Glory! (1942)
- Trial by Trigger (1942)
- The Devil Votes with Lead (1942)
- The Crimson Trail (1942)
- A Man’s Gotta Fight (1942)
- Brasada Man (1943)
- Butcher McCarthy’s Boy (1943)
- She-Boss of the Devil’s Graze (1943)
- A Trooper Rides to Hell (1943)
- To the Last Chip! (1943)
- A Bottle of Napoleon (1944)
- Goodbye, Mimbres Kid (1944)
- River Magic (1944)
- D Troop Rides to Hell! (1944)
- Hurry-Call for Hangin’ Gus (1944)
- The Two Legacies (1944)
- A Ghost-Town Gets a Gun-Doctor (1944)
- Hell Rider (1944)
- The Gunsight Ghost Fills His Hand (1944)
- Trail-Blazers of Buckskin Empire (1944)
- Hangin’ Hobbs’ Hemp Stampede (1944)
- Hell Along the Oxbow Route! (1944)
- Satan’s Gun Tryst (1944)
- The Secret of Seven Point Mesa (1944)
- The Cañon of Maverick Brands (1945)
- I've Got Spurs (1945)
- Captain Satan (1945)
- That Dark and Bloody Border! (1945)
- Bullets Blaze the Stage Trails (1945)
- Trail of the Broken Wheels (1945)
- Bronc Stomper (1945)
- Brand of the Bear Flag Mutineers (1945)
- Seven Men for Purgatory (1945)
- The Yonder Hills (1945)
- The Seventh Desert (1945)
- U.P. Trail-Breaker (1945)
- Bowery Boy (1945)
- Hangin’ Hobbs’ Thirteenth Knot (1945)
- The Magnificent Gringo (1945)
- King of Jackass Hill (1945)
- Queen of Battle (1945)
- Bonanza Railroad (1945)
- The Buckskin-Poppers’ War (1945)
- Murder in Old Manhattan (1946)
- A River to Fight For (1946)
- High Iron (1946)
- Andy Hawkins and the Talking Wire (1946)
- Bullets Close the Deal (1946)
- Sergeant Finney's Dirty-Shirt Army (1946)
- Early Snow (1946)
- The Curse of the Pryors (1946)
- The Long Fall (1946)
- No Head for Figgers (1946)
- Drive ’Em Through to Hell or Glory! (1946)
- Come All You Fighting Texans! (1946)
- Head Back North, Dakota Man! (1947)
- Once a Cattle King (1947)
- Death-Song on the Singing Waters (1947)
- Cowman-on-the-Spot! (1947)
- The Green Mustache (1947)
- Last Drive (1947)
- Colonel Furlong’s Damnation Railroad (1947)
- Outlaw of Butcherknife Ridge (1947)
- It’s Colder in Hell! (1947)
- The Hunted (1947)
- Texicans Die Hard (1947)
- The Devil’s Bronc-Stomper (1947)
- Outcasts of Rebel Creek (1947)
- Steel Trail Deadline (1948)
- Freeze-Out (1948)
- City of Devils (1948)
- Iron, Blood, and Sand! (1948)
- Haul ’Em Back from Hell! (1948)
- Payment Past Due (1948)
- I’ll Take the High Road (1948)
- When Headstones Bloomed in Texas (1948)
- Good Squatters are Dead Squatters (1948)
- Sons of the Back-Shoot Border (1948)
- Stampede! (1948)
- Terror at Timberline (1948)
- Good Loggers Are Dead Loggers (1948)
- Gun-Dog of Furnace Flat (1948)
- I’ll Never Go There Any More (1948)
- Whiskey Creek Stampeders (1949)
- Death Is My Deputy (1949)
- Green Gunmen—Green Graves! (1949)
- The Phantom Bandit (1949)
- The Sin of Wiley Brogan (1949)
- These Guns Say—Die! (1949)
- Dusty Wheels—Bloody Trail! (1949)
- The Shirt-Tail Volunteers (1949)
- The Texan Buys a Gun-Bride (1949)
- When the Guns Call—Ride! (1949)
- The Unhumble Sheepman (1949)
- Loaded (1949)
- The Man from Red River (1949)
- The Last Mustang (1949)
- Burn Him Out ou Burn' Em Out! (1949), longue nouvelle reprise ensuite dans plusieurs anthologies
- Never Ride with a Stranger (1949)
- Dead Man’s Road (1949)
- On the Dodge! (1949)
- Brides for Oregon (1949)
- Border Man (1950)
- Rattler on the Range (1950)
- Texan—Reach or Die! (1950)
- Bitter Creek Freeze-Out! (1950)
- Hopyard Widow (1950)
- One Ride Too Many (1950)
- That Bloody Bozeman Trail (1950)
- I’ll Slug My Way to Hell! (1950)
- Stagecoach West! (1950)
- Wanted! (1951)
- Lovely Little Liar (1951)
- The Killer (1951)
- The Mustanger (1951)
- Ride the Lonesome Trail (1951)
- Not the Girl He Thought She Was (1952)
- Under the Gun! (1952)
- The Feud at Spanish Ford (1954)
- The Outlawed (1954)
- Squatters, Good and Dead (1954)

## Filmographie

### Au cinéma
- 1950 : Les Écumeurs des Monts Apaches (it) (Stage to Tucson), film américain réalisé par Ralph Murphy, adaptation du roman Lost Stage Valley (1948), avec Rod Cameron

### À la télévision
- 1958 : The Restless Gun (en) - Saison 2, épisode 14 : The Way Back, réalisé par Edward Ludwig, avec John Payne
- 1959 : Shotgun Slade (en) - Saison 1, épisode 5 : Barbed Wire Keep Out, réalisé par Sidney Salkow, avec Scott Brady
- 1960 : Bronco - Saison 3, épisode 1 : The Mustangers, réalisé par Robert Altman, avec Ty Hardin

## Sources
- Claude Mesplède, Les années "Série noire" : bibliographie critique d'une collection policière, vol. 2 : 1959-1966, Amiens, Editions Encrage, coll. « Travaux » (no 17), 1993, 4 p. (ISBN 978-2-906389-43-4).
- Claude Mesplède et Jean-Jacques Schleret, SN, voyage au bout de la Noire : inventaire de 732 auteurs et de leurs œuvres publiés en séries Noire et Blème : suivi d'une filmographie complète, Paris, Futuropolis, 1982, 476 p. (OCLC 11972030), p. 38.